# Une partie du cœur
Une partie du cœur est un roman de Christine Angot paru le 10 novembre 2004 aux éditions Stock et ayant reçu l'année suivante le Prix France Culture avec son autre roman Les Désaxés. Il a été écrit en collaboration avec Jérôme Beaujour.

## Éditions
- Une partie du cœur, éditions Stock, 2004  (ISBN 2234057574)